# Dawn Robinson
Pour les articles homonymes, voir Robinson.
Dawn Robinson est une chanteuse de RnB/soul/pop d'origine afro-américaine née le 24 novembre 1965 à New London, dans le Connecticut (États-Unis). Elle est surtout connue comme membre du groupe à succès En Vogue, ainsi que le groupe Lucy Pearl.

## Biographie
Après son départ d'En Vogue en 1997, Dawn rejoint le groupe Lucy Pearl pendant une brève période de 1999 à 2001. En plus de la modélisation occasionnelle et le travail vocal de fond pour le label Aftermath Entertainment de Dr Dre, Dawn a aussi sorti un album de solo intitulé Dawn, sortie par Atlantic Records le 29 janvier 2002. En 2005, Dawn est retournée dans son groupe (En Vogue), qui a voyagé nationalement en essayant de négocier un nouveau contrat d'enregistrement avec The Firm Management. Les quatre membres n'ont pas eu l'accord et Dawn a décidé de ne pas retourner dans le groupe.